# Prevención de la violencia de género
La prevención de la violencia de género nace de la necesidad de erradicar con la violencia de género, un problema social a nivel mundial, y busca las medidas más adecuadas para prevenir y adelantarse a cualquier situación que implica violencia de género, ya sea violencia psíquica, física o sexual.
Los orígenes de la violencia de género se encuentran en el uso de valores y actitudes sexistas, en las creencias estereotipadas y en las relaciones de desigualdad que se dan en la sociedad despreciando y desvalorizando a las mujeres, los niños y niñas.

## Violencia de mujeres
La violencia de género es todo acto de violencia que tenga o pueda tener intención de hacer daño alguno de los dos géneros por el simple hecho de pertenecer a uno de ellos. Engloba cualquier acto que discrimina, somete y subordina a los afectados negando por completo su libertad, su intimidad, su dignidad e integridad. 
Existen diferentes tipos de violencia de género: en primer lugar tenemos la violencia física, esta puede darse con las manos o con cualquier objeto o arma y produce daños visibles en la víctima. En segundo lugar tenemos la violencia psicológica, esta aparece siempre que se da cualquier otro tipo de violencia, no deja huella visible porque se da mediante la palabra (insultos, amenazas, desprecio, humillación, etc.). Finalmente, la violencia sexual engloba las otras dos anteriores, contiene tanto presiones físicas como psíquicas. Este tipo de violencia pretende imponer relaciones sexuales no deseadas imposibilitando la defensa de la víctima y anula la libertad sexual de la mujer (también hay casos de violencias sexuales hacia hombres pero no sucede tanto como hacía las mujeres).

### Motivos de permanencia con el agresor
No obstante, aunque estos tipos de violencia se ejerzan sobre la mujer en una pareja, la víctima decide no abandonar a su agresor. Existen muchos motivos, relacionando los malos tratos en la pareja como un signo de amor o un simple fracaso en la comunicación.
Algunas de las razones por las que la víctima no deja a su agresor son las siguientes:
- Entorno en el que la mujer creció: La víctima se educó con la idea de que el amor es así:
  - Entregarse totalmente al otro
  - Hacer que la otra persona sea lo único y más importante de tu vida
  - Normalizar el sufrimiento en la pareja
  - Depender de la otra persona
  - Estar todo el tiempo con esa persona
  - Estar continuamente atento a cualquier señal que demuestre que ha cambiado el interés o el amor por el otro.
  - Idealización del otro.
  - Nada es suficiente por el otro.

- Baja autoestima: Está relacionado con el anterior punto y es debido a la educación que se ha recibido, la cual está caracterizada por la inferioridad de la mujer. Los sentimientos que acompañan esta baja autoestima son:
  - Sentimiento de inferioridad y que no se puede valer por ella misma.
  - Comparaciones con otras personas.
  - Siempre se siente mal.
  - Siempre escucha pero no tiene con quien hablar de sí misma.
  - Está siempre al servicio de su pareja e hijos porque piensa que así la querrán más.
  - Se siente culpable continuamente.

- Escaso apoyo familiar.

Otras causas también pueden ser:
- Económicas (la víctima depende del agresor)
- Sociales (la víctima está aislada y se preocupa de qué pensará el resto)
- Familiares (quieren proteger y no perjudicar a sus hijos)

## Origen de la violencia de género
Según el informe de la IV Conferencia Mundial sobre la Mujer celebrada en Beijing (Pekín, 1995),  la principal causa de la violencia de género surge de la necesidad de mantener el status de la dominación masculina, este se produce por la repetición de patrones de conducta que se aprenden y transmiten de generación en generación. Así mismo, es una manifestación de las relaciones de poder desiguales entre hombres y mujeres que conducen a la dominación masculina. El origen se encuentra en la cultura, en la religión, en la familia, en el trabajo y en la sociedad en general. 
Según Ulrich Beck y Elena Duque, el amor no es algo químico o biológico, sino que tiene origen social, la sociedad hace que nos atraiga uno u otro modelo masculino. Así pues, la educación que recibirá una persona será clave para evitar la violencia de género. Si el individuo recibe una educación basada en la desigualdad, el individuo socializa consigo ese modelo educativo, los valores que este comporta, los estereotipos característicos, etc., y más tarde todo esto se irá implantando en otros ámbitos de la vida como el laboral o el familiar. 
El ser humano no nace aprendido, todo lo que aprendemos y lo que somos se construye a partir de todo lo que nos rodea, de la sociedad. Esto incluye: nuestros valores, nuestros ideales, nuestros hábitos, nuestras creencias. 
¿Qué es violencia? En el artículo “Violencia de género: reflexiones conceptuales, derivaciones prácticas” se retoma el concepto de  Johan Galtung, quien clasifica la violencia en estas categorías: 
- violencia directa: violencia física y/o verbal fácilmente visible en forma de conductas
- violencia estructural: situaciones de explotación, discriminación, marginación o dominación
- violencia cultural: razonamientos, actitudes e ideas que justifican, legitiman y promueven la violencia en sus formas directa o estructural

Estos tipos de violencia tienen diferentes manifestaciones. La violencia directa se hace presente a través de los golpes y otras acciones que atentan contra la integridad física, así como también con el uso de léxico denigrante, insultante, desvalorizador, etc. La violencia estructural se presenta cuando existe poder desigual, oportunidades de vida distintas, desigualdad e injusticia social. La violencia cultural, por su parte, se refiere a las expresiones de la cultura que sostienen elementos de los otros tipos de violencia, por ejemplo ver la explotación, la represión y otras conductas como normales y naturales.
Las conductas violentas responden a comportamientos motivados e intencionados. Cuando se habla de peligrosidad, se entiende la violencia de pareja como: 
- Dicotómica: el agresor es o no es peligroso. Conductas cambiantes y de corto plazo.
- Estática: no hay posibilidad de cambio en el agresor, si es peligroso lo es siempre.
- Genérica: si es peligroso, el agresor lo es en todos los ámbitos de su vida.

La evidencia científica muestra que esta peligrosidad no es ni estática ni genérica. El riesgo conceptualiza la violencia como algo continuo, desde diferentes niveles de riesgo, que se entiende como variable. 
Existe una diferencia entre hablar de sexo y género. El sexo se refiere a la base biológica de las diferencias entre hombres y mujeres, mientras que el género pretende recoger el carácter sociocultural de las diferencias entre hombres y mujeres. El género es una construcción sociocultural sobre la base biológica que atiende a los roles, funciones, comportamientos, actitudes, identidades que las sociedades adjudican a cada sexo y que los seres humanos aprenden e interiorizan. En este contexto, la violencia de género se refiere a los tipos de violencia que hunden sus raíces en las definiciones y relaciones de género dominantes en una sociedad dada.

## Prevención de la violencia de género
La clave de la prevención de la violencia de género, se encuentra en una socialización y una educación basada en la igualdad con tal de desempeñar una labor de prevención. La socialización es el proceso en el cual asumimos las reglas y normas de comportamiento según la familia, la escuela, los amigos, etc. Somos educados de forma diferente y por este motivo nos comportamos de forma diferente. 
Por este motivo la prevención debe de comenzar en las primeras etapas de la vida, mediante la educación de los niños y niñas en un ambiente de respeto e igualdad, y que trabaje de una forma inclusiva, de manera que tiene en cuenta a cada uno de los sujetos sin discriminar ni marginar a nadie por razones de cultura, lengua, sexo o discapacidades. 
Además, según Jürgen Habermas y su teoría de la acción comunicativa, debemos de plantearnos una relación basada en la comunicación, con tal de que se de la interacción entre los sujetos de forma igualitaria. Así, entraremos en el proceso de colaboración social incluyendo la integración social y el desarrollo de la identidad y la personalidad.
Las causas de la violencia contra las mujeres se encuentran en la discriminación de género, las normas sociales y los estereotipos de género que la perpetúan. Dados los efectos devastadores que la violencia tiene en las mujeres, los esfuerzos se han concentrado principalmente en las respuestas y servicios para las sobrevivientes. Sin embargo, la mejor manera de contrarrestar la violencia de género es prevenirla tratando sus orígenes y causas estructurales.
Los jóvenes son un sector de la población en el cual la violencia de género está presente, por lo que resulta importante enfocarse en la prevención. Se debe procurar fortalecer la autoestima, educar en la igualdad, enseñar a identificar las señales de las relaciones abusivas, que las relaciones de pareja deben basarse en el respeto mutuo y que, aunque las discusiones son normales en las relaciones, no es aceptable la agresión de ningún tipo.
Los jóvenes deben aprender  a temprana edad acerca del ciclo de la violencia de género, el cual fue elaborado por Leonore Ed Walker e indica tres fases:
1. Fase de acumulación de tensión. Aumenta la tensión en la pareja, el hombre se muestra cada vez más enfadado con la mujer sin motivo aparente y se incrementa la violencia de tipo verbal. Estos ataques los suele tomar la mujer como episodios aislados que puede controlar y que acabarán por desaparecer.
2. Fase de explosión o agresión. La situación estalla en forma de agresiones físicas, psicológicas y/o sexuales.
3. Fase de calma, reconciliación o luna de miel. El agresor pide perdón a la mujer, le dice que está muy arrepentido y que no volverá a pasar. Utiliza estrategias de manipulación afectiva para intentar que la relación no se rompa, como dándole regalos, invitándola a cenar o a ir al cine, haciéndole promesas, mostrándose cariñoso, etc. Muchas veces la mujer cree que el agresor realmente quiere cambiar y le perdona, sin saber que esto refuerza la posición de él.

Además, existen algunos elementos que diferencian la violencia de género de otros tipos de violencia interpersonal:
1. El agresor y la víctima mantienen o han mantenido una relación afectiva, es decir, el agresor es alguien conocido.
2. De manera temprana comienzan las agresiones.
3. Cuando las agresiones se vuelven crónicas en la relación, las mujeres comienzan a cuestionarse dichos episodios.
4. Los episodios de agresiones se vuelven repetitivos, siguiendo las fases de Leonore Ed Walker anteriormente mencionadas.
5. La víctima intenta cambiar la conducta del agresor, lo cual no es posible.
6. Esta violencia tiene consecuencias como la indefensión aprehendida o síndrome de estrés post traumático. Además, también puede tener repercusión en las salud de los hijos o hijas de la pareja en el caso de que presencien dichas agresiones.

### Prevención violencia de género en jóvenes
Según Marina J. Muñoz-Rivas:
Una intervención en jóvenes es  prioritaria, ya que la evidencia demuestra que, una vez aprendidos y establecidos un tipo de comportamientos disfuncionales a edades tempranas, hace que en el futuro permanezcan, o incluso se agraven estas agresiones. Lo que puede llegar a establecer relaciones de pareja disfuncionales y poco saludables durante la vida adulta.
Podemos ver que la violencia en las relaciones afectivas y/o íntimas se presenta una incidencia dos a tres veces superior en los jóvenes a la registrada en adultos. Además, la propensión a analizar solo la violencia como agresiones físicas no teniendo en cuenta otras violencias, (psicoemocionales) dificultan su detección y denuncia.
A la hora de conceptuar y organizar las intervenciones preventivas, es necesario distinguir tres niveles de actuación en función de la etapa en que se encuentra el fenómeno que se quiere evitar y la población a la que se dirige:
- La prevención primaria (actuaciones implementadas antes de que se pueda identificar cualquier proceso prodromal).
- La prevención secundaria (intervenciones llevadas a cabo después de que se han identificado la presencia de marcadores de riesgo en la población).
- La prevención terciaria (intervenciones dirigidas a detener la propagación y evaluación del problema y sus consecuencias).

En el caso de la prevención de la violencia de género en parejas jóvenes, sabemos que aparecen generalmente durante la adolescencia, momento en el que comienzan a adquirir mayor relevancia las interacciones con el otro sexo y cuando se establecen las primeras relaciones de noviazgo. Por lo tanto, las intervenciones preventivas deberían realizarse, tanto para hombres como para mujeres, preferiblemente durante la adolescencia temprana (alrededor de los 13-14 años).
Una herramienta para destacar es el Programa PREVIO (Programa de Prevención de la Violencia en las Relaciones de Noviazgo de Jóvenes y Adolescentes). Y está dirigido a a jóvenes de ambos sexos con edades comprendidas entre los 14 y 16 años. Y pretende:
- Incrementar los conocimientos de los jóvenes sobre la violencia en las relaciones interpersonales y de pareja.
- Evitar el desarrollo de comportamientos agresivos en sus relaciones o reducir su presencia en aquellos jóvenes que ya han comenzado a desarrollarlos.
- Dotar a los jóvenes de recursos, habilidades y competencias que les ayuden a la construcción de relaciones respetuosas e igualitarias.